# L'Endehors
l'Endehors et l'en dehors est le titre de deux périodiques français anarchistes distincts.
Le premier, publié par Zo d'Axa entre 1891 et 1893 est un périodique marquant de la période de l'Ère des attentats (1892-1894). Il rassemble un nombre important de figures de l'anarchisme ou de l'art de son temps, en particulier de l'anarchisme individualiste, mais pas uniquement. Avec Le Père peinard et Le Révolté, ce journal est l'un des trois grands périodiques de l'âge d'or de la presse anarchiste en France. l'Endehors de Zo d'Axa se distingue de ses concurrents en adoptant une ligne médiane entre eux et en se concentrant beaucoup sur des sujets littéraires et esthétiques.
Le second est publié par E. Armand entre 1922 et 1939 et suit aussi une ligne anarchiste individualiste. Ce deuxième périodique s'intéresse particulièrement à des questions traitant des relations entre individus et de liberté sexuelle. Errico Malatesta est la seule personne à publier dans les deux.

## l'Endehors(1891-1893)

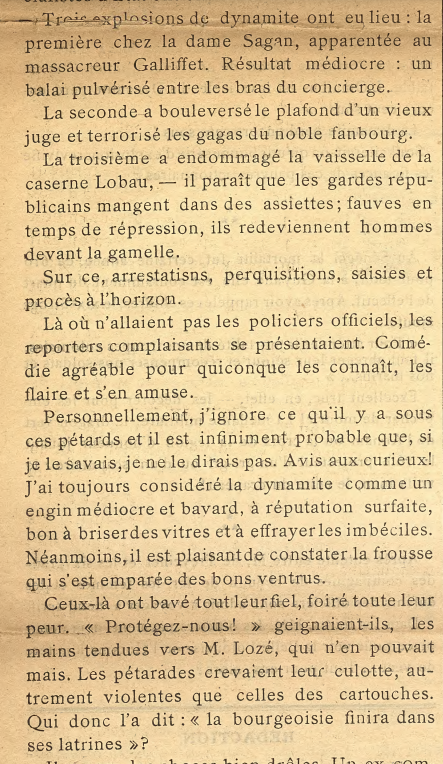
La Peur de Charles Malato dans l'Endehors (26 mars 1892), au début de l'Ère des attentats

Le premier journal l'Endehors est fondé par Zo d'Axa écrivain libertaire, le 5 mai 1891,. Il se fonde autour de cercles proches de ceux ayant constitué La Révolution Cosmopolite. Son titre exact est « l'Endehors », avec une minuscule au l et en un seul mot, comme en témoigne l'épigraphe au début de chaque journal :  

« Celui que rien n'enrôle et qu'une impulsive nature guide seule, ce passionnel tant complexe, ce hors-la-loi, ce hors d’école, cet isolé chercheur d’au-delà ne se dessine-t-il pas dans ce mot : “l’Endehors” ? »

Au début de l'Ère des attentats, le périodique est un des journaux anarchistes les plus influents en France. Il prend une ligne plus radicale que Le Révolté de Jean Grave et Pierre Kropotkine - soutenant plus amplement la stratégie de la propagande par le fait que ce concurrent. Il répond aux premiers attentats par l'ironie et la moquerie, par exemple dans l'article « La Peur » de Charles Malato, là où Le Révolté est plutôt réservé, et que Le Père peinard, l'autre grand journal anarchiste de la période en France est quant à lui un soutien complet de ces méthodes,. l'Endehors prend ainsi une ligne médiane entre La Révolte et Le Père peinard. Ces perspectives plus radicales propulsent les ventes du journal, et comme Le Père Peinard, ces publications deviennent plus lues que Le Révolté, dépassé par son modérantisme politique et moins lu par la base des militants anarchistes. Richard Sonn décrit l'Endehors comme le pan littéraire de la presse anarchiste de la période, tandis que Le Père peinard relève plutôt du pan social et Le Révolté du pan théorique. Cette initiative conduit à l'arrestation de Zo d'Axa, mais le journal continue à être publié grâce à Félix Fénéon. Malgré d'autres poursuites qui conduisent Zo d'Axa à l'exil puis à une autre arrestation, le journal est publié jusqu'en 1893. Zo d'Axa publie plus tard un autre périodique La Feuille.

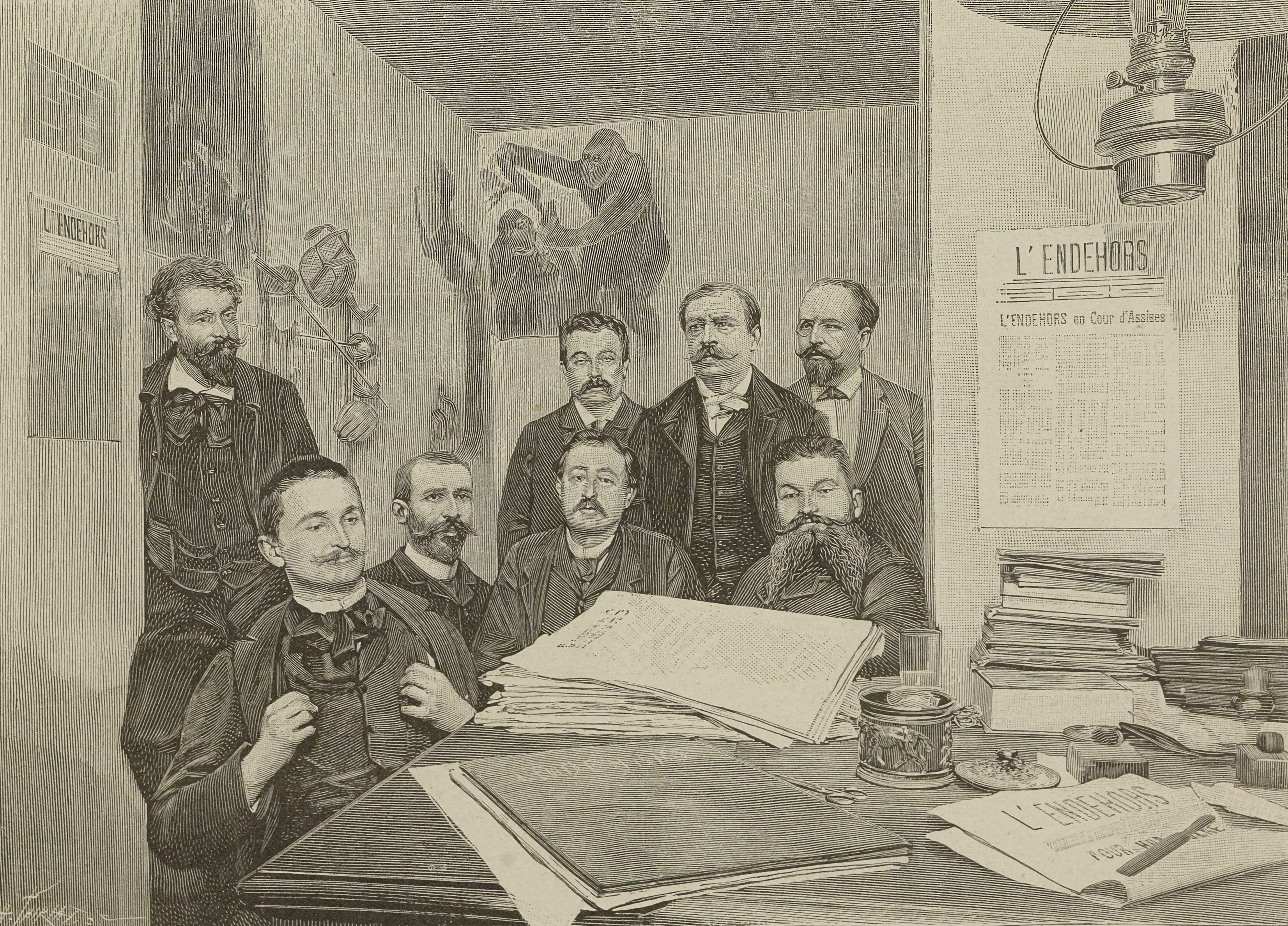
La rédaction de L'Endehors (L'Illustration, 10 février 1894)

La liste entière des collaborateurs est donnée par l'historien anarchiste René Bianco, spécialiste de la presse anarchiste de la période. La liste complète des personnes connues comme participant au journal est la suivante :

« Paul Adam, Jean Ajalbert, Victor Barrucand, Baruch, Tristan Bernard, Boutin, Georges Brandal, Jules Braut, Ch. de Brhay, Brodjaga, Arthur Byl, O. Carrie, Paul Chabard, Louis Chalan, Charles Chatel, Henri Cholin, Jules Christophe, A. Cohen, Edmond Cousturier, Georges Darien, Étienne de Crept, Georges Deherme, Lucien Descaves, Gaston Dubois, Édouard Dubus, Sébastien Faure, Félix Fénéon, Henri Fevre, Eugène Gaillard, Georges Lecomte, René Ghil, Paul Gravelin, Émile Henry, A. Ferdinand Hérold, Paul, Armand Hirsch, Marie Huot, Abbé Jouet, Bernard Lazare, Julien Leclercq, M. J. Le Oq, Paul Macon, Errico Malatesta, Charles Malato, Ludovic Malquin, Marie Malthuriel, Jean Manescau, Camille Marchand, Louis Matha, G. Mathieu, Camille Mauclair, Victor Meintore, Alexandre Mercier, Jules Méry, Louise Michel, Octave Mirbeau, Jean Mortsauf, Lucien Muhlfeld, Mathias Night, Théo Praxis, Pierre Quillard, Henri de Régnier, P. N. Roinard, Saint-Pol-Roux, Charles Saunier, Jan Steen, Théophile Steinlen, Joachim Stwot, Adolphe Tabarant, Pierre Veber, André Veidaux, Émile Verhaeren, Francis Vielé-Griffin, Michel Zévaco, Zo d’Axa. »

## l'en dehors(1922-1939)

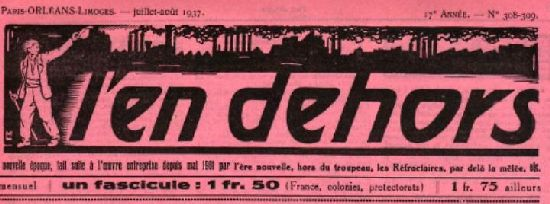
L'En Dehors, 1937.

Le second journal l'en dehors [en deux mots] paraît en 1922 sous la direction d'E. Armand, (nom de plume d'Ernest Juin). La publication est bimensuelle. E. Armand y prône la liberté individuelle tant pour le règlement d'affaires entre individus que dans le domaine des libertés sexuelles. Il y développe largement, dans les réponses qu'il fait à des militantes et militants lui envoyant des lettres, son concept de camaraderie sexuelle, où les militants anarchistes devraient, selon lui, ne pas attacher une grande importance aux relations sexuelles entre eux - et le faire par camaraderie et amitié, sans y attacher de signification romantique ou sentimentale. Il y soutient par ailleurs que le libre choix des individus devrait guider cette pratique. 

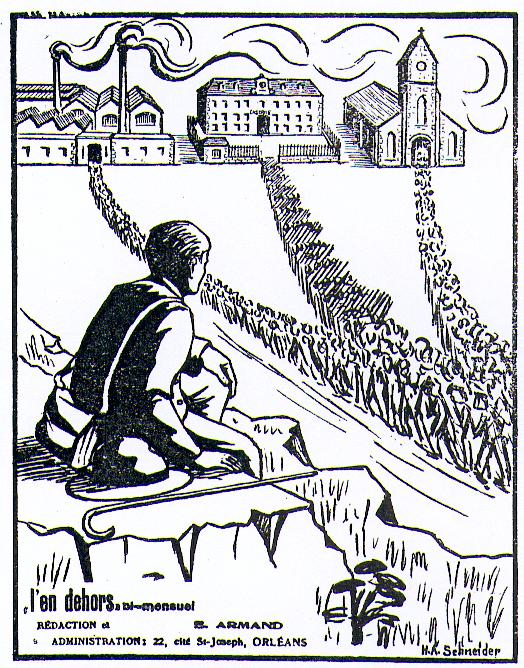
Une affiche de la période E. Armand.

La liste non-exhaustive des personnes collaborant au journal faite par Bianco est la suivante : 

« M. Acharya, E. Armand, H. Arrigoni, Cynthia Asquith, Aimé Bailly, A. Baillif, Banville d'Hostel, Lucien Barbedette, F.G. Beranger, Camillo Berneri, Edouard Bertran, Eugène Bevant, Eugène Bizeau, P. Bonniel, Charles-Auguste Bontemps, Benjamin de Cassères, Paul Caubet, Pierre Chardon, Hervé Coatmeur, Gigi Damiani, Hen Day, Marguerite Desprès, Manuel Devaldès, Ovide Ducauroy, Renée Dunan, Clément Duval, Fred Esmargès, Louis Estève (Louise Stevens), Fernand Fortin, Eliezer Fournier, Emilio Ganté, Gabriel Gobron, Urbain Gohier, Anatole Gorelik, G.M. Gouté, Joseph Grandjean, Grilliot de Givry, A. Guitton, Al.-L. Herrera, Eugène Humbert, Maurice Imbard, R.F. Ishill (Jacques Mesnil), Costa Iscar, Ixigrec, Marius Jean, Kuntz-Robinson, Jo Labadie, Gérard de Lacaze-Duthiers, A. Laforge, Aristide Lapeyre, Juan Lazarte, Albert Lecomte, Marc Lefort, Abel Léger, Dyer D. Lum, Augustin Mabilly, John Henry Mackay, Stephen Mac Say, Pierre Madel, Errico Malatesta, G. Maranon, Pol Manylha, A. Mauzé, M.Lt. et J. Mayoux, Michael Monahan, Federica Montseny, Max Nettlau, Raoul Odin, Paul Pailliette, Marius Personneaux, Madeleine Pelletier, G. Pioch, P. Prat, Axel Rodinson Proskovsky, Leda Rafanelli, Pierre Ramis, Eugénie Ravet, Eugen Relgis, Anna Riedel, L. Rigaud, Georgette Ryner, Han Ryner, Sakountala, Clémentine Sautéjet, A. Scott, Henri Seyrmon, Louis Simon, Elie Soubeyran, Camille Spiess, Georgette Vidal, Maurice Wullens, Henri Zisly. »

La publication de l'en dehors cesse en octobre 1939 après avoir publié 335 numéros. E. Armand publiera après la guerre un autre périodique  : L'Unique.